# Teatro Apollo (Lecce)
Il Teatro Apollo di Lecce è una della più pregevoli opere architettoniche della provincia salentina. È stato riaperto al pubblico con l'inaugurazione il 3 febbraio 2017 a cui hanno partecipato il presidente della repubblica Sergio Mattarella e il ministro dei beni culturali e turismo Dario Franceschini.

## Storia
Il teatro Apollo nasce nel XX secolo. È edificato dal Maestro Vincenzo Cappello su un progetto dell’ingegnere Tassoni. È ubicato nel centro della città di Lecce e si presenta con una struttura neoclassica, caratterizzata da un colonnato che si apre su un portico, da cui si accede ai botteghini in legno.
L'opera fu inaugurata il 15 maggio 1912 e chiuse nel 1986. Il 27 novembre 2003 il comune ha acquistato il teatro dagli eredi Cappello.
I lavori di ristrutturazione sono iniziati il 5 Giugno 2008. Durante il restauro sono stati rinvenuti dei reperti di età neolitica e una parte del teatro è ora un’area museo.
Il 3 Febbraio 2017 il teatro riapre le sue porte al pubblico con una solenne inaugurazione, onorata dalla presenza del Presidente della Repubblica Sergio Mattarella.